# Andreas Porfetye
Andreas Porfetye (* 6. Juli 1927 in Zădărlac (deutsch Saderlach), Königreich Rumänien; † 8. August 2011 in Düsseldorf) war ein rumäniendeutscher Komponist, Pädagoge und Domkapellmeister.

## Leben und Werk
Andreas Porfetye absolvierte die Volksschule in Saderlach. Von 1941 bis 1944 besuchte der Banater Schwabe die Lehrerbildungsanstalt Banatia in Timișoara, danach bis 1946 das Evangelische Kirchenseminar in Sibiu. Zwischen 1948 und 1954 studierte Porfetye an der Bukarester Musikhochschule bei George Breazul (Theorie, Solfeggien), Paul Constantinescu (Harmonielehre), Leon Klepper (Kontrapunkt, Komposition), Theodor Rogalski (Orchestration), Constantin Bugeanu und Zeno Vancea (Musikgeschichte), Sabin Drăgoi und Tiberiu Alexandru (Musikethnologie). Im Anschluss wirkte er bis 1969 als Redakteur der Zeitschrift des Rumänischen Komponistenverbandes Muzica. Während dieser Zeit veröffentlichte er zahlreiche Artikel in rumänischen und deutschen Publikationen des Landes, darunter 1964 zwei größere Arbeiten über Paul Hindemith und Tudor Ciortea.
Zwischen 1963 und 1977 wirkte er als Domkapellmeister an der St.-Josephs-Kathedrale des Erzbistums Bukarest. Zu seinen Aufführungen dieser Zeit gehörten unter anderem Passionen und Oratorien Johann Sebastian Bachs und Georg Friedrich Händels, Messen von Ludwig van Beethoven, Charles Gounod und Franz Schubert, sowie das Te Deum von Anton Bruckner und das Deutsche Requiem von Johannes Brahms. Porfetye leitete auch den Domchor, der von dem Priester und Organisten Josef Gerstenengst und in den Jahren 1974 bis 1978 von dem damaligen Orgelstudenten Franz Metz begleitet wurde. Porfetye hatte mit dem überwiegend aus rumäniendeutschen Gemeindemitgliedern bestehenden Chor Gastspiele im Banat (1973) und in katholischen Kirchen der Bukarester Erzdiözese. Zwischen 1969 und 1975 war er auch Dozent für Harmonik, Kontrapunkt und Orchestration an der Nationalen Musikuniversität Bukarest. Nach seinem Auswanderungsantrag in die Bundesrepublik Deutschland wurde er dort entlassen und die Aufführung seiner Werke in der Sozialistischen Republik Rumänien verboten.
Nach seiner Aussiedlung wirkte er als Lehrer für Theorie, Harmonik, Kontrapunkt und Klavier an der Clara-Schumann-Musikschule in Düsseldorf. Hier gründete er 1979 das Collegium musicum Transsylvania, mit dem er Werke deutscher Komponisten aus Siebenbürgen und dem Banat aufführte. 1981 bekam er einen Lehrauftrag für Komposition an der Musikhochschule Mannheim-Heidelberg.
Porfetye bemühte sich intensiv um neue Orgelmusik. Nach der Gründung der Bukarester Orgelklasse an der Musikhochschule durch den Organisten Helmut Plattner entstanden einige Werke, wie die Passacaglia und Fuge (1955), I. und II. Sonate (1960/1967), und die Fantasia super BACH et Lamentatio Jeremiae Prophetae (1968). 1977 entstanden seine 16 Choralverwandlungen für die Orgel nach Melodien des gregorianischen Gesangs und deutschen Chorälen. Zu seinen geistlichen Werken zählen die Messen Missa Solemnis (1975), Missa Brevis (1979), sowie drei geistliche Lieder mit Instrumentalbegleitung und das Ave Maria. Ende der 1960er Jahre beschäftigte er sich mit der Edition von Werken des siebenbürgischen Komponisten und Organisten Daniel Croner. Zudem gab er Werke anderer siebenbürgischer Komponisten wie Johann Sartorius, Martin Fay und Martin Polder heraus. 1971 erschien seine Chorsammlung rumäniendeutscher Komponisten „Deutsches Liedgut aus dem Banat, Siebenbürgen und dem Sathmarer Land“, für das er viele Komponisten, Musiklehrer und Chorleiter gewinnen konnte. Einige seiner fast einhundert Kompositionen erschienen im Verlag des Rumänischen Komponistenverbandes, andere bei Breitkopf & Härtel.
Andreas Porfetye war einer der Vorbereiter des Arbeitskreises Südost, einer Gruppe von Siebenbürgischen und Banater Musikern, der späteren Gesellschaft für Deutsche Musikkultur im südöstlichen Europa e.V., München. Bei der ersten Begegnung 1984 wurde er in den Vorstand gewählt.

### Auszeichnungen
Andreas Porfetye erhielt 1968 den George-Enescu-Preis der Rumänischen Akademie, 1969 einen staatlichen Kulturorden, sowie 1971 und 1974 den Preis des Rumänischen Komponistenverbandes.